# Xerneas et Yveltal
Xerneas (ゼルネアス, Xerneas) et Yveltal (イベルタル, Yveltal) sont deux espèces de Pokémon de la sixième génération.
Issus de la célèbre franchise de médias créée par Satoshi Tajiri, ils apparaissent dans une collection de jeux vidéo et de cartes, dans une série d'animation, plusieurs films, et d'autres produits dérivés, il est imaginés par l'équipe de Game Freak et dessinés par Ken Sugimori. Leur première apparition a lieu en 2013, dans les jeux vidéo Pokémon X et Pokémon Y, dont ils sont les mascottes. Xerneas est du type fée, Yveltal est du double type ténèbres et vol et ils occupent respectivement les 716e et 717e emplacements du Pokédex, l'encyclopédie fictive recensant les différentes espèces de Pokémon.

## Conception graphique
Ces deux pokémons doivent leur silhouette aux lettres X et Y, qui sont également leurs initiales : ils forment ainsi deux principes opposés, qui peuvent être vus comme les chromosomes mâle et femelle, mais s'inspirent en fait des coordonnées de géométrie spatiale (complétés par le Z de Zygarde).
Xerneas est probablement aussi inspiré du dieu-cerf du célèbre film Princesse Mononoké d'Hayao Miyazaki.

## Étymologie
Le nom d'Yveltal viendrait de « Y » + evil (« le mal » en anglais). Ce pokémon est donc une force destructrice. Celui de Xerneas viendrait de « X » + Cernunnos (dieu-cerf celte de la nature). Il s'agit donc, à l'opposé d'Yveltal, d'une force créatrice.
Ils sont en fait liés à une troisième créature, Zygarde (serpent-dragon des profondeurs) avec qui ils forment les trois dimensions, X, Y et Z : Xerneas le quadrupède est l'horizontalité, Yveltal l'oiseau est la verticalité, et Zygarde le serpent est la profondeur. C'est ainsi que Nintendo a crypté un hommage à la première console portable en 3D de Nintendo. 
Nintendo choisit de donner aux Pokémon des noms « astucieux et descriptifs », liés à l'apparence ou aux pouvoirs des créatures, lors de la traduction des jeux ; il s'agit d'un moyen de rendre les personnages plus compréhensibles pour les enfants, notamment américains.

## Description

### Xerneas
Il s'agit d'un Pokémon de type Fée dont la 
taille est de 3,0 m
et le poids de 215 kg.
Dans le Pokédex, il occupe le numéro 716.

### Yveltal
Yveltal est un Pokémon de type ténèbre et vol. Il mesure 5,8 mètres et pèse  203 kg.
Son numéro dans le Pokédex est le 717.

## Apparition

### Jeux vidéo
Xerneas est le pokémon légendaire de la version X. Il apparaît vers la fin du scénario pour sauver la région de Kalos, menacé par Lysandre et la Team Flare.
Yveltal est le pokémon légendaire de la version Y. Il apparaît vers la fin du scénario pour détruire la région de kalos. Le joueur doit le combattre ou l'attraper pour le calmer.

### Série télévisée et films
Tous deux font leur apparition dans le 17e film de pokémon : Diancie et le cocon de l'annihilation, où ils combattent. 
Ils sont aussi dans l'épisode 041 de la saison 17.